# Casearia tremula
Casearia tremula of geelhout is een kleine boomsoort die voorkomt in het Caraïbisch gebied en Zuid-Amerika. Het is een inheemse soort op de ABC-eilanden. Op Bonaire en Aruba wordt hij palu di Bonaire genoemd en op Curaçao kenepa spirito. De boom geeft vruchten die veel lijken op kleine appels. Als die rijp zijn barsten ze open en komen de zaden vrij. Voordat de vruchten openbreken kan de geelvleugelamazone (Amazona barbadensis) ze eten. Voor menselijke consumptie zijn ze niet geschikt.